# Rani De Coninck
Rani De Coninck (Lochristi, 5 augustus 1970) is een Belgische radio- en televisiepresentatrice.

## Loopbaan
Nadat ze in 1991 verkozen werd tot allereerste Miss Belgian Beauty, startte de mediacarrière van Rani De Coninck bij de VRT, waar ze onder meer het televisieprogramma De Droomfabriek presenteerde aan de zijde van Bart Peeters en Sabine De Vos. Ze was er midden de jaren negentig ook tijdlang omroepster en presenteerde er op het toenmalige Radio Donna en op Radio 2. Terloops was ze ook nieuwsanker op de regionale televisiezender AVS.
In 1997 maakte De Coninck de overstap naar de toenmalige commerciële televisiezender VT4, waar ze een van de voornaamste schermgezichten werd en op korte tijd een hele reeks programma's presenteerde. Toen dat in 1999 afzwakte, ging ze opnieuw radio maken, eerst bij FamilyRadio en nadien bij het toenmalige 4FM. 
Begin 2005 keerde De Coninck kortstondig terug naar de VRT, om een half jaar later een exclusiviteitscontract te ondertekenen bij de Vlaamse Mediamaatschappij, het huidige Medialaan. Daar startte ze als presentatrice van het VTM-showbizzmagazine VIPS. Nadien kreeg ze bij VTM vooral (komische) spelprogramma's toegewezen, maar was ze bijvoorbeeld ook jarenlang het gezicht van het realityprogramma Mijn Restaurant.
In 2014 presenteerde Rani De Coninck haar voorlopig laatste televisieprogramma's. Eind 2015 liep haar exclusiviteitscontract bij Medialaan af, maar in 2016 werd ze gevraagd om terug te keren en de overstap naar de radio te maken. Sinds augustus 2016 presenteert ze op 4FM-opvolger Joe iedere werkdag het avondspitsprogramma Raf & Rani, samen met Raf Van Brussel. Tevens was ze in 2020 jurylid in De Slimste Mens ter Wereld.
In het najaar van 2022 nam ze deel aan De Allerslimste Mens ter Wereld. 

## Televisie
- De Droomfabriek (1992-1997)
- De drie wijzen (1993-1997)
- Zonnekloppers (1995-1996)
- Dagelijkse kost (1996)
- Casino Royale (1997)
- Leuke Leugens (1997)
- Spoorloos (1998)
- Finale Mister Belgium (1998-2000)
- Waarde landgenoten (1998)
- Diana & De Coninck (1998)
- Top X (1999)
- Het Paleis (1999)
- International Boulevard (1999)
- doc@VT4 (2000)
- Feest! 50 jaar televisie (2003)
- De tabel van Mendelejev (2005)
- De Thuisploeg (2005)
- Vips (2006)
- Just the Two of Us (2006)
- Het Verstand Van Vlaanderen (2006-2008)
- Celebrity shock (2007)
- Huwelijk uit handen (2007)
- Mijn Restaurant (2008-2011)
- Hart Voor Mekaar (2009-2011)
- Zot van Vlaanderen (2010-2012)
- De MeesterBakker (2012)
- Sterren op de Dansvloer (2012)
- De Parenclub (2014)
- De Waarzeggers (2014)
- Zeg eens euh! (2016)

## Privé
De Coninck heeft drie kinderen: een zoon en dochter bij haar ex-man Gust De Coster en een zoon bij haar huidige partner Laurens Verbeke, een voormalig creatief directeur bij de Vlaamse Media Maatschappij.
Toen De Coninck zestien jaar oud was, stierf haar hoogzwangere zus Debbie (toen 23) in een verkeersongeluk. Door het trauma sloot De Coninck zich naar eigen zeggen jarenlang af van de buitenwereld, en haar ouders stuurden haar op 18-jarige leeftijd naar de Verenigde Staten in de hoop dat ze wat meer zou openbloeien. Ze verbleef er enige tijd in Las Vegas bij vrienden van haar familie.
Huidig (anno 2023):
Jan Bosman · Anke Buckinx · Alain Claes · Chloé De Bie · Rani De Coninck · Bart-Jan Depraetere · Yves De Wolf · Evi Geysels · Tess Goossens · Kris Mannaerts · Sven Ornelis · Alexandra Potvin · Carl Schmitz · Kenneth Stevens · Raf Van Brussel · Dieter Vandepitte · Ann Van Elsen · Brecht Vanmeirhaeghe · Lenke Van Olmen · Heidi Van Tielen · Kris Wauters
Voormalig (2009–2023):
Luk Alloo (2016–2017) · Born Crain (2017–2020) · Herbert Bruynseels (2009–2017) · Jelle Cleymans (2011, 2022) · Nathalie Delporte (2014–2019) · Leen Demaré (2009–2019) · Leen Dendievel (2023) · Truus Druyts (2009–2017) · Els De Craecker (2009–2017) · Sophie Dewaele (2009–2010) · Michel Follet (2009–2016) · Bert Geenen (2009–2011) · Evy Gruyaert (2023) · Evi Hanssen (2017–2021) · Johan Henneman (2009) · Joris Hessels (2021) · Anne Paulissen (2018–2023) · Kathy Pauwels (2009–2010) · Laurens Pays (2013–2016) · Sofie Santermans (2011–2020) · Tony Talboom (2012–2016) · Jo Van Belle (2013–2016) · Dominique Van Malder (2021) · Elke Van Mello (2011–2021) · Bjorn Verhoeven (2012–2018) · Peter Verhoeven (2018–2019) · Robin Vissenaekens (2012–2016)